# Super ShowDown 2019
Super ShowDown (2019) was een professioneel worstel-pay-per-view (PPV) en WWE Network evenement dat georganiseerd werd door WWE voor hun Raw, SmackDown en 205 Live brands. Het was de 2e editie van Super ShowDown en vond plaats op 7 juni 2019 in het King Abdullah International Stadium in Djedda, Saoedi-Arabië. Dit was tevens het 3e evenement onder WWE's 10-jarige partnerschap ter ondersteuning van Saudi Vision 2030.

## Matches
| Nr. | Match                                                                       | Winnaar(s)     | Opmerkingen                                                  | Bron  |
| --- | --------------------------------------------------------------------------- | -------------- | ------------------------------------------------------------ | ----- |
| 1P  | The Usos (Jimmy & Jey Uso) vs. The Revival (Scott Dawson & Dash Wilder)     | The Usos       | Tag team match.                                              | [ 2 ] |
| 2   | Seth Rollins (c) vs. Baron Corbin                                           | Seth Rollins   | Eén-op-één match voor het WWE Universal Championship.        | [ 2 ] |
| 3   | "The Demon" Finn Bálor (c) vs. Andrade                                      | Finn Bálor     | Eén-op-één match voor het WWE Intercontinental Championship. | [ 2 ] |
| 4   | Shane McMahon (met Drew McIntyre) vs. Roman Reigns                          | Shane McMahon  | Eén-op-één match.                                            | [ 2 ] |
| 5   | Lars Sullivan vs. Lucha House Party (Gran Metalik, Kalisto en Lince Dorado) | Lars Sullivan  | 3-on-1 Handicap match. Sullivan won door diskwalificatie.    | [ 2 ] |
| 6   | Randy Orton vs. Triple H                                                    | Randy Orton    | Eén-op-één match.                                            | [ 2 ] |
| 7   | Braun Strowman vs. Bobby Lashley                                            | Braun Strowman | Eén-op-één match.                                            | [ 2 ] |
| 8   | Kofi Kingston (c) (met Xavier Woods) vs. Dolph Ziggler                      | Kofi Kingston  | Eén-op-één match voor het WWE Championship.                  | [ 2 ] |
| 9   | 51-Man Battle Royal                                                         | Mansoor        | Mansoor won door Elias als laatste te elimineren.            | [ 2 ] |
| 10  | The Undertaker vs. Goldberg                                                 | The Undertaker | Eén-op-één match.                                            | [ 2 ] |